# The Sentinel (pel·lícula)
The Sentinel és una pel·lícula de terror sobrenatural estatunidenca de 1977 dirigida per Michael Winner, i protagonitzada per Cristina Raines, Chris Sarandon, Ava Gardner, Burgess Meredith, Sylvia Miles i Eli Wallach. També inclou Christopher Walken, Jeff Goldblum, John Carradine, Jerry Orbach, Tom Berenger, Nana Visitor i Beverly D'Angelo en papers secundaris. La trama se centra en una jove model que es trasllada a una històrica brownstone de Brooklyn que s'ha dividit en apartaments, només per trobar que l'edifici és propietat de la diòcesi catòlica i és una porta d'entrada a l'infern. Es basa en la novel·la homònima de 1974 de Jeffrey Konvitz, que també va coescriure el guió amb el director Winner.
La pel·lícula va ser estrenada per Universal Pictures el 1977.

## Argument
Alison Parker, una bella però neuròtica model de moda amb una història d'intents de suïcidi, es trasllada a un històric brownstone de Brooklyn Heights que s'ha dividit en apartaments. L'apartament de la planta superior està ocupat per un sacerdot cec solitari, el pare Halliran, que passa tot el temps assegut a la seva finestra oberta. Poc després d'haver-se mudat, l'Alison comença a tenir problemes físics estranys, com ara desmais i insomni, i escolta sorolls estranys des de l'apartament de sobre el seu. L'Alison coneix els seus estranys veïns, inclòs l'excèntric i vell Charles Chazen, i assisteix a una estranya festa d'aniversari per al gat de Chazen. Quan es queixa a l'agent de lloguer, la senyoreta Logan, dels veïns sorollosos i irritants, li diuen que l'edifici només l'ocupen Halliran i ella. La senyoreta Logan ho demostra mostrant a l'Alison els diversos apartaments buits, inclosos els que l'Alison havia visitat i vist ocupats recentment. El xicot advocat de l'Alison, Michael, creu inicialment que està patint deliris paranoics, però es posa en contacte en secret amb el seu corrupte amic detectiu Brenner per investigar la situació.
Una nit, Brenner va a l'edifici d'Alison, mentre que a l'interior l'Alison torna a ser despertada per sorolls estranys i es troba amb el cadàver animat i podrit del seu pare maltractador recentment mort a l'escala. Ella escapa apunyalant-lo i, coberta de sang, corre cridant al carrer, despertant tot el veïnat. L'Alison està hospitalitzada amb una crisi nerviosa, i dos detectius de la policia, Gatz i Rizzo, inicien una investigació. L'antiga dona de Michael va morir després de negar-se a divorciar-se de Michael, i Gatz i Rizzo sospiten que Michael la va assassinar perquè es pogués casar amb l'Alison. Els detectius no troben cap cos a l'edifici de l'Alison, la sang que té coincideix amb el seu propi grup sanguini i es confirma que el seu pare va morir tres setmanes abans. No obstant això, més tard troben el cos apunyalat de Brenner llençat a un altre lloc, i el seu tipus de sang també coincideix amb la sang trobada a l'Alison, cosa que suggereix que Alison podria haver-lo assassinat. Gatz i Rizzo també descobreixen que les persones que l'Alison va afirmar que va veure a la festa d'aniversari del gat són tots assassins morts.
L'Alison, que ara té la capacitat de llegir estranyes paraules llatines que ningú més pot veure, visita una església catòlica i confessa els seus pecats, inclosos els seus intents de suïcidi passats i el seu adulteri amb Michael, a Monsenyor Franchino. Michael, que ara està portant a terme la seva pròpia investigació, contacta amb l'oficina diocesana sobre el pare Halliran i es dirigeix a Franchino. Franchino és evasiu, així que Michael entra a l'oficina aquella nit i llegeix l'expedient d'Halliran, que mostra que és un d'una sèrie de sacerdots i monges que abans van intentar suïcidar-se quan eren laics i després es van convertir en sacerdots o monges a la data de la mort del seu predecessor. L'Alison apareix com l'última de la sèrie, que es farà càrrec de "Sister Teresa" a partir de l'endemà. Espantat, Michael deixa l'Alison a càrrec de la seva amiga Jennifer mentre ell va a l'edifici d'apartaments d'Alison. Allà, Michael descobreix una placa secreta amb les paraules "Abandoneu tota esperança, vosaltres que entreu aquí" abans de ser enfrontat finalment pel pare Halliran, els ulls del qual són blancs, i li diu que l'edifici és la porta d'entrada a l'infern. Michael crida a Halliran i intenta estrangular-lo, però és assassinat per Franchino.
Mentrestant, l'Alison s'escapa de l'apartament de Jennifer i se'n va al seu, on s'enfronta a Chazen i als grotescos i deformats sequaços de l'infern, inclòs l'ara mort Michael, que de fet havia contractat a Brenner per matar la seva dona. Michael i Chazen expliquen que Halliran és el Sentinel, que s'assegura que els dimonis no escapen de l'infern. Halliran s'acosta al final de la seva vida, i l'Alison, amb la seva història d'intents de suïcidi, ha estat escollida com la nova Sentinel per salvar la seva pròpia ànima. Chazen lliura un ganivet a l'afligida Alison i intenta convèncer-la perquè rebutgi la seva tasca com a Sentinel, se suïcidi i s'uneixi a Michael a l'infern. Just quan l'Alison està a punt de tallar-se el canell, entra el malalt Halliran portant una gran creu, recolzada per Franchino, que declara que rescataran Alison. Quan Halliran s'acosta a l'horda demoníaca, portant la creu davant seu, Chazen els ordena que l'aturin. Malgrat una intensa lluita, amb Halliran gairebé aclaparat, els dimonis finalment s'allunyen de Halliran i la creu, i l'Alison pren la creu d'Halliran i s'asseu a la seva cadira, acceptant així el seu deure com a Sentinel i salvant la seva ànima. Derrotat, un Chazen enutjat ordena als dimonis que tornin a l'infern abans de desaparèixer ell mateix. Aleshores, Franchino guia un Halliran feble i marcit fora de l'habitació, deixant l'Allison sola.
El brownstone és enderrocat i se substitueix per un modern complex d'apartaments poc després. La senyoreta Logan ensenya un apartament a una parella jove que busca llogar. La parella pregunta pels veïns i la senyoreta Logan explica que només n'hi ha dos: un violinista i una monja solitaria. La monja és l'Alison, ara cega com el pare Halliran. S'asseu de cara a la finestra oberta de l'apartament de l'últim pis.

## Repartiment
- Chris Sarandon - Michael Lerman
- Cristina Raines - Alison Parker
- Martin Balsam - Prof. Ruzinsky
- John Carradine - Fr. Francis Matthew Halliran
- José Ferrer - Robed Figure
- Ava Gardner - Miss Logan
- Arthur Kennedy - Monsignor Franchino
- Burgess Meredith - Charles Chazen
- Sylvia Miles - Gerde Engstrom
- Deborah Raffin - Jennifer
- Eli Wallach - Det. Gatz
- Christopher Walken - Det. Rizzo
- Jerry Orbach - Film Director
- Beverly D'Angelo - Sandra
- Hank Garrett - James Brenner
- Nana Visitor - Girl at End
- Tom Berenger -Man at End
- William Hickey - Perry
- Jeff Goldblum - Jack

## Producció
Universal Pictures va comprar els drets cinematogràfics de la novel·la el 1974 i va contractar originalment el seu autor Jeffrey Konvitz per escriure el guió. Més tard va substituir Konvitz per Richard Alan Simmons com a guionista i va contractar a Don Siegel com a director. Tot i que l'exploració d'ubicacions d'aquesta versió de la pel·lícula es va fer a Nova Orleans el 1975, es va abandonar a favor d'un guió escrit conjuntament per Konvitz i el nou director Michael Winner.
Nick Nolte, Susan Blakely, i Ann Turkel van ser considerats per a papers a la pel·lícula. John Williams va ser contractat originalment per compondre la partitura de la pel·lícula abans de ser substituït per Gil Mellé.
La fotografia principal va començar a Nova York el 21 de maig de 1976. Les vistes exteriors de la casa es van prendre des de l'illa construïda a l'extrem oest del carrer Remsen de Brooklyn i moltes de les ubicacions de la pel·lícula es troben a Brooklyn Heights.
El guanyador es va inspirar en les representacions de les criatures de l'infern tal com apareixen a les obres de Christopher Marlowe, L'inferm de Dante i les pintures. de Hieronymus Bosch. Poc després de la pel·lícula Alliberament, Winner va revelar que moltes de les persones deformades que apareixien al final eren en realitat persones amb discapacitats físiques i anomalies, a les quals va emetre des d'hospitals i sideshows.

## Estrena

### Taquilla
The Sentinel va ser estrenat en cinemes per Universal Pictures l'11 de febrer de 1977. Va recaptar un total de 4 milions de dòlars a la taquilla dels EUA i va ser la 57a pel·lícula més taquillera de l'any.

### Resposta crítica
Recepció inicial 

The Sentinel va rebre crítiques majoritàriament negatives en el seu llançament.
David Pirie a Time Out va ser bastant negatiu en la seva ressenya, afirmant que The Sentinel era "només una massa de metratge sovint incomprensible, actuay tan malament. que fins i tot els xocs més flagrants compten poc". Pirie Pirie va criticar la pel·lícula per ser una derivació de  la llavor del diable,  L'exorcista  i  La profecia: " The Sentinel  sembla poc més que un munt d'èxits sobrenaturals recents." Robin Wood va descriure The Sentinel com "la pitjor, més ofensiva i repressiva, pel·lícula de terror dels anys 70". Variety va donar a la pel·lícula una crítica negativa, escrivint "The Sentinel és una excursió gruixuda i grotesca al psicodrama religioso, destacada per les actuacions uniformement pobres d'un ampli repartiment de noms coneguts i una direcció histèrica i pesada." The New York Times va qualificar la pel·lícula de "avorrida", criticant la pel·lícula pels seus llargs trams, però va elogiar la "performance" de Raines. John Simon de National Review va descriure The Sentinel com a "terrible".
L'estudiós cinematogràfic Richard Bookbinder va escriure al seu llibre de 1982 The Films of the Seventies la seqüència final en què els "exèrcits de l'infern" terroritzen Alison "és sens dubte un dels interludis més terrorífics del cinema dels setanta."
Avaluació moderna 

Al lloc web de l'agregador de ressenyes Rotten Tomatoes, The Sentinel té una puntuació d'aprovació del 48% basada en 21 ressenyes, amb una mitjana de valoració de 6/10.
Anthony Arrigo de Dread Central va donar a la pel·lícula 3,5 sobre 5 estrelles, i va escriure: "The Sentinel podria estar desproveït de moments d'espectacles memorables, però manté una atmosfera esgarrifosa suficient com per mantenir els fans de la por." Brett Gallman de Oh, the Horror! va donar a la pel·lícula una crítica positiva, afirmant que, tot i que no era el millor del subgènere de "horror demoníac", era igual d'entretingut. Gallman també va elogiar el guió, les actuacions i les imatges efectives de la pel·lícula.
Ian Jane de DVD Talk va concedir a la pel·lícula 3,5 sobre 5 estrelles. En la seva conclusió, Jane va escriure: "The Sentinel" de Michael Winner és una part alegrement perversa de l'horror dels anys setanta que no té cap escrúpol a prendre les coses en unes quantes direccions totalment inesperades mentre segueix respectant algunes convencions de gènere provades i veritables. No és una pel·lícula perfecta, però sens dubte és interessant i sempre entreté."
La pel·lícula va ocupar el lloc número 46 als The 100 Scariest Movie Moments de l'any 2004 a Bravo.
TV Guide va concedir a la pel·lícula 1/5 estrelles, anomenant-la "una pel·lícula realment repulsiva". Jedd Beaudoin de PopMatters va donar a la pel·lícula 1/10 estrelles, criticant la falta de credibilitat i la trama incoherent de la pel·lícula.

### Mitjans domèstics
El primer llançament de mitjans domèstics d'aquesta pel·lícula va ser el 1985, sota el segell MCA Home Video. Universal Pictures Home Video va llançar  The Sentinel  en DVD l'any 2004. El 2015, Scream Factory va publicar la pel·lícula en Blu-ray amb nous materials addicionals, inclosos tres comentaris d'àudio.